# Les Tres Alzines (Monistrol de Calders)
Les Tres Alzines és un paratge del terme municipal de Monistrol de Calders, al Moianès.
Està situat a prop i al nord-est del poble de Monistrol de Calders, als peus i a migdia del Serrat de la Rectora, al nord-est de la Costa del Senyor i a llevant del Collet dels Pins del Feliu.